# Szemenik-hegység
A Szemenik-hegység (románul: Munții Semenic) a Bánsági-hegyvidék legmagasabb hegysége.

## Fekvése
A Nyugati-Kárpátok nyugati részén található.

## Leírása
A Szemenik-hegység a Bánsági-hegyvidék része, mely részben a Temes és Néra völgye, részben a Berzava és Karas völgyei közt terül el. A Néra völgye (Almásvölgy) az Almás-hegységtől, a Néra és Bela közti nyereg a Szretinye-hegységtől, a Temes és Bela völgye és a kettő közti Porta orientalis hágó (515 m.) a Godján-Szárkőhegységtől választja el. Az északról délre húzódó hegység voltaképpen egy szélesre terülő hát, gömbölyded kúpokkal, aránylag meredek lejtőkkel és mélyre bevágódott kacskaringós völgyekkel. Legmagasabb csúcsa az 1447 méter magasságú  Gózna (Piatra Goznei).
A Szemenik-hegység három legmagasabb csúcsa Grozna-csúcs (Piatra Goznei) 1447 méter, Szemenik-csúcs 1445 méter, és Nedeia (1439 méter) egymással háromszöget alkotnak. Minden csúcson láthatjuk a másik kettőt. Gozna- és Nedeiaspitze között található egy kis természetes tó a Baia Vulturilor, melynek különleges gyógyító erőt tulajdonítanak. A köztes fennsíkon magas hegyi legelők, nagy gyep, a fennsík szélén lucfenyővel és bükkkel borított vegyes erdő kezdődik.
A hegység területén több mint 1000 növényfaj, 6 halfaj, 17 kétéltű és hüllő faj, több mint 100 madárfaj és 10 emlősfaj található.
A Szemenik-hegység fő folyói a Szemenik, Berzava, Néra és a Temes. A Temes itt eredő három mellékvize a Molid, Szemenik és Brebu. Brebu Nou-nál található az azonos nevű gát.